# Œil de Kuruman
L’Œil de Kuruman (afrikaans : Die Oog), située dans la ville de Kuruman (dans le quartier de Ga-Segonyana) en Afrique du Sud, est la plus importante source naturelle  de l'hémisphère sud.
Il forme un petit lac au milieu de la ville, au bord de la route N14 dans un parc clôturé. Le débit quotidien en est d'environ 20 000 m3 d'eau claire et potable qui supplée aux besoins de la ville de Kuruman.

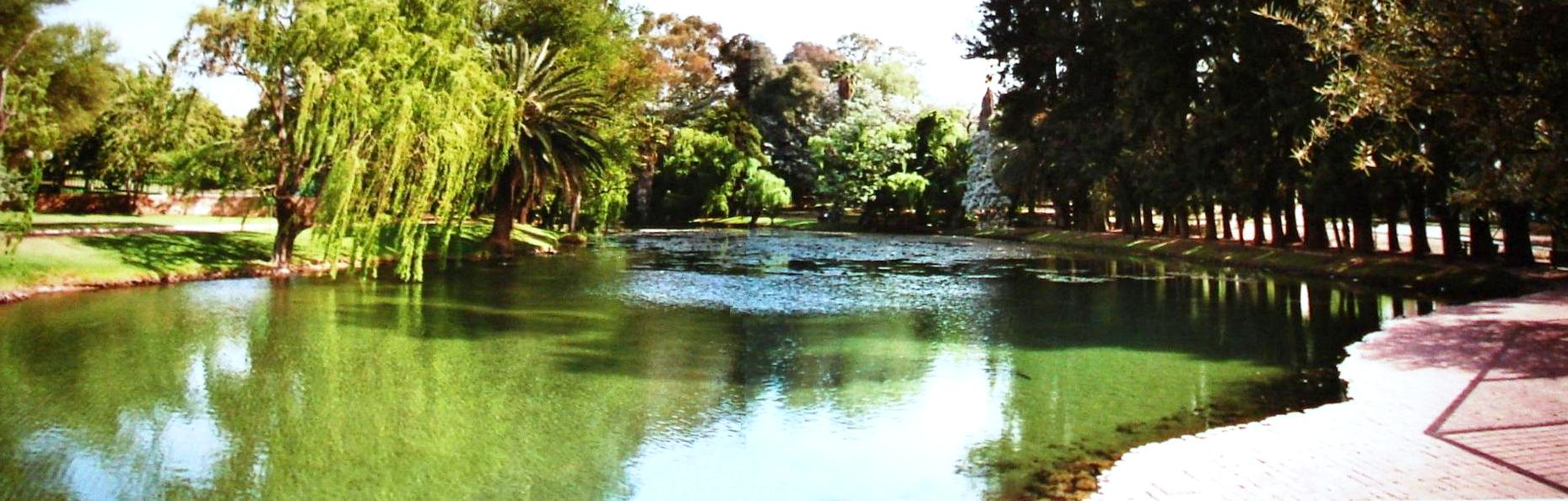
Œil de Kuruman